# Blå smalpraktbagge
Blå smalpraktbagge (Agrilus delphinensis) är en skalbaggsart som beskrevs av Abeille de Perrin 1897. Blå smalpraktbagge ingår i släktet Agrilus, och familjen praktbaggar. Enligt den finländska rödlistan är arten akut hotad i Finland. Arten har ej påträffats i Sverige. Artens livsmiljö är naturmoskogar.